# Mouchy-le-Châtel
Pour les articles homonymes, voir Chatel.

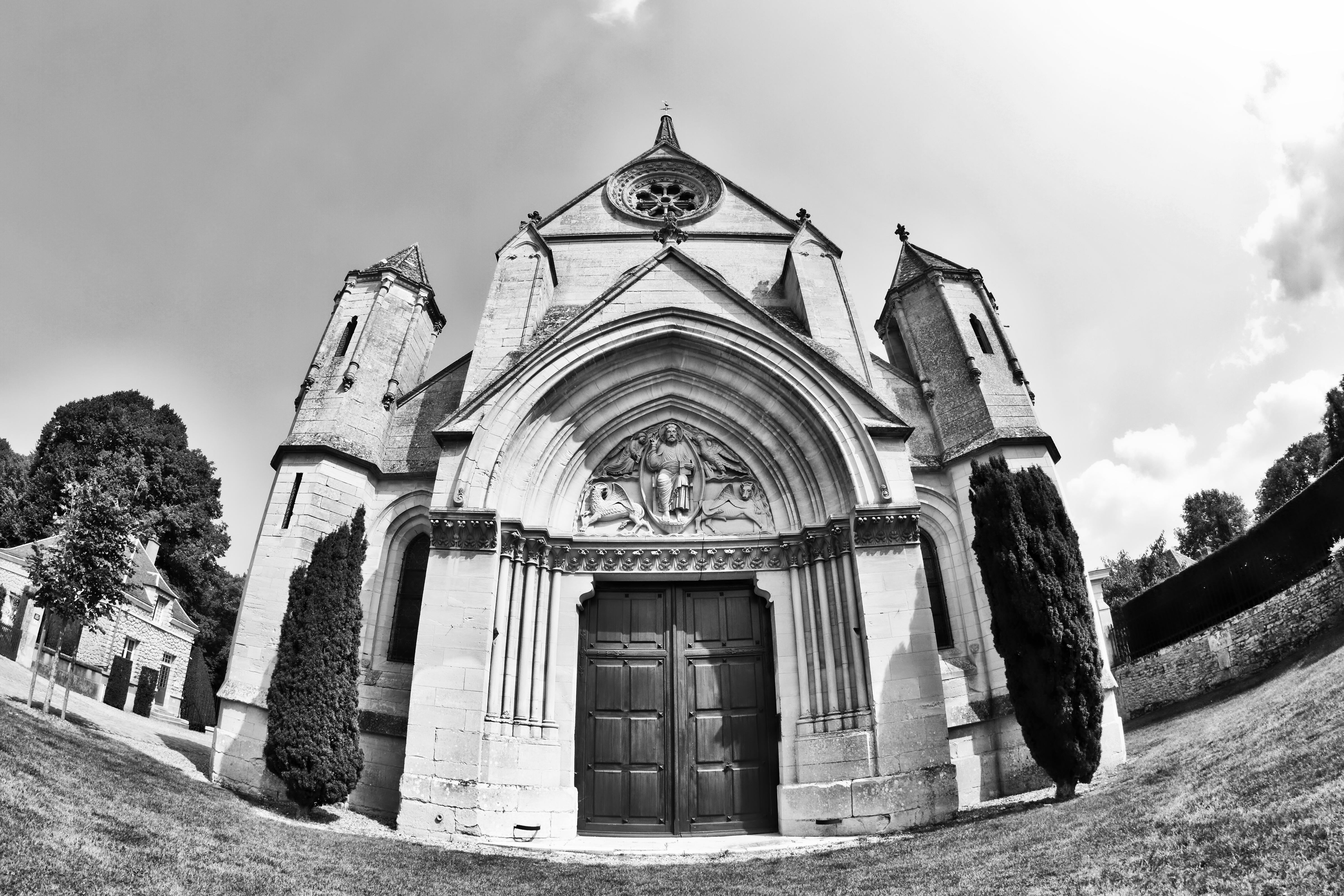
L'église Saint-Étienne

Mouchy-le-Châtel est une commune française située dans le département de l'Oise, en région Hauts-de-France.

## Géographie
En 2016, la commune est constituée pour la moitié de son territoire de bois et forêts.
| Berthecourt | Hermes           | Heilles |
|             | Mouchy-le-Châtel |         |
| Cauvigny    |                  | Mouy    |

### Hydrographie
La commune est située dans le bassin Seine-Normandie. Elle n'est drainée par aucun cours d'eau,.

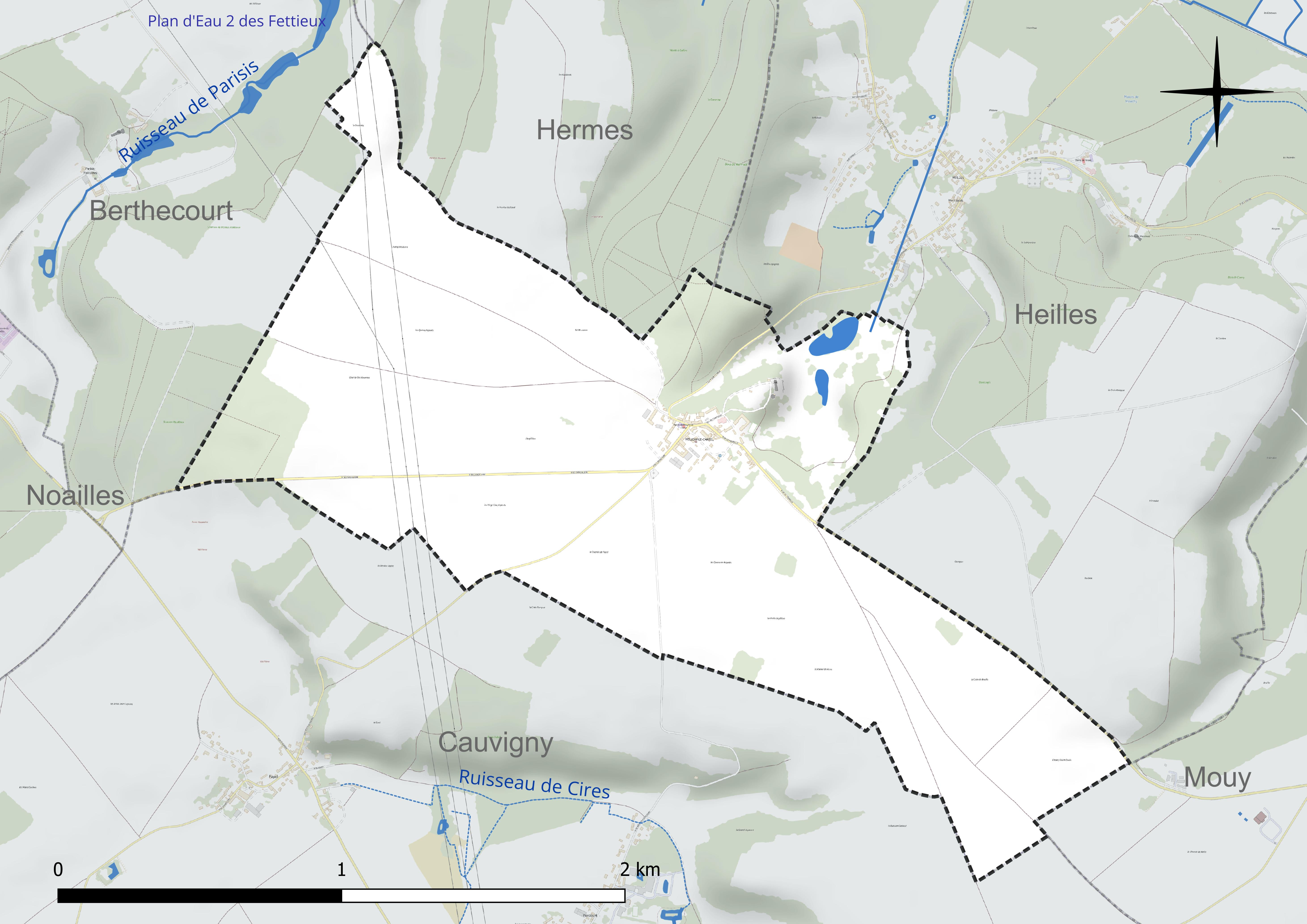
Réseau hydrographique de Mouchy-le-Châtel.

### Climat
Pour des articles plus généraux, voir Climat des Hauts-de-France et Climat de l'Oise.
En 2010, le climat de la commune est de type climat océanique dégradé des plaines du Centre et du Nord, selon une étude du CNRS s'appuyant sur une série de données couvrant la période 1971-2000. En 2020, Météo-France publie une typologie des climats de la France métropolitaine dans laquelle la commune est exposée à un climat océanique et est dans une zone de transition entre les régions climatiques « Sud-ouest du bassin Parisien » et « Nord-est du bassin Parisien ».
Pour la période 1971-2000, la température annuelle moyenne est de 10,5 °C, avec une amplitude thermique annuelle de 14,4 °C. Le cumul annuel moyen de précipitations est de 708 mm, avec 10 jours de précipitations en janvier et 8,4 jours en juillet. Pour la période 1991-2020, la température moyenne annuelle observée sur la station météorologique la plus proche, située sur la commune de Creil à 18 km à vol d'oiseau, est de 11,2 °C et le cumul annuel moyen de précipitations est de 662,2 mm,. Pour l'avenir, les paramètres climatiques de la commune estimés pour 2050 selon différents scénarios d'émission de gaz à effet de serre sont consultables sur un site dédié publié par Météo-France en novembre 2022.

## Urbanisme

### Typologie
Au 1er janvier 2024, Mouchy-le-Châtel est catégorisée commune rurale à habitat dispersé, selon la nouvelle grille communale de densité à sept niveaux définie par l'Insee en 2022.
Elle est située hors unité urbaine. Par ailleurs la commune fait partie de l'aire d'attraction de Paris, dont elle est une commune de la couronne,. 

### Occupation des sols
L'occupation des sols de la commune, telle qu'elle ressort de la base de données européenne d'occupation biophysique des sols Corine Land Cover (CLC), est marquée par l'importance des territoires agricoles (89,2 % en 2018), une proportion identique à celle de 1990 (89,2 %). La répartition détaillée en 2018 est la suivante : 
terres arables (77,8 %), zones agricoles hétérogènes (11,4 %), forêts (10,8 %). L'évolution de l'occupation des sols de la commune et de ses infrastructures peut être observée sur les différentes représentations cartographiques du territoire : la carte de Cassini (XVIIIe siècle), la carte d'état-major (1820-1866) et les cartes ou photos aériennes de l'IGN pour la période actuelle (1950 à aujourd'hui).

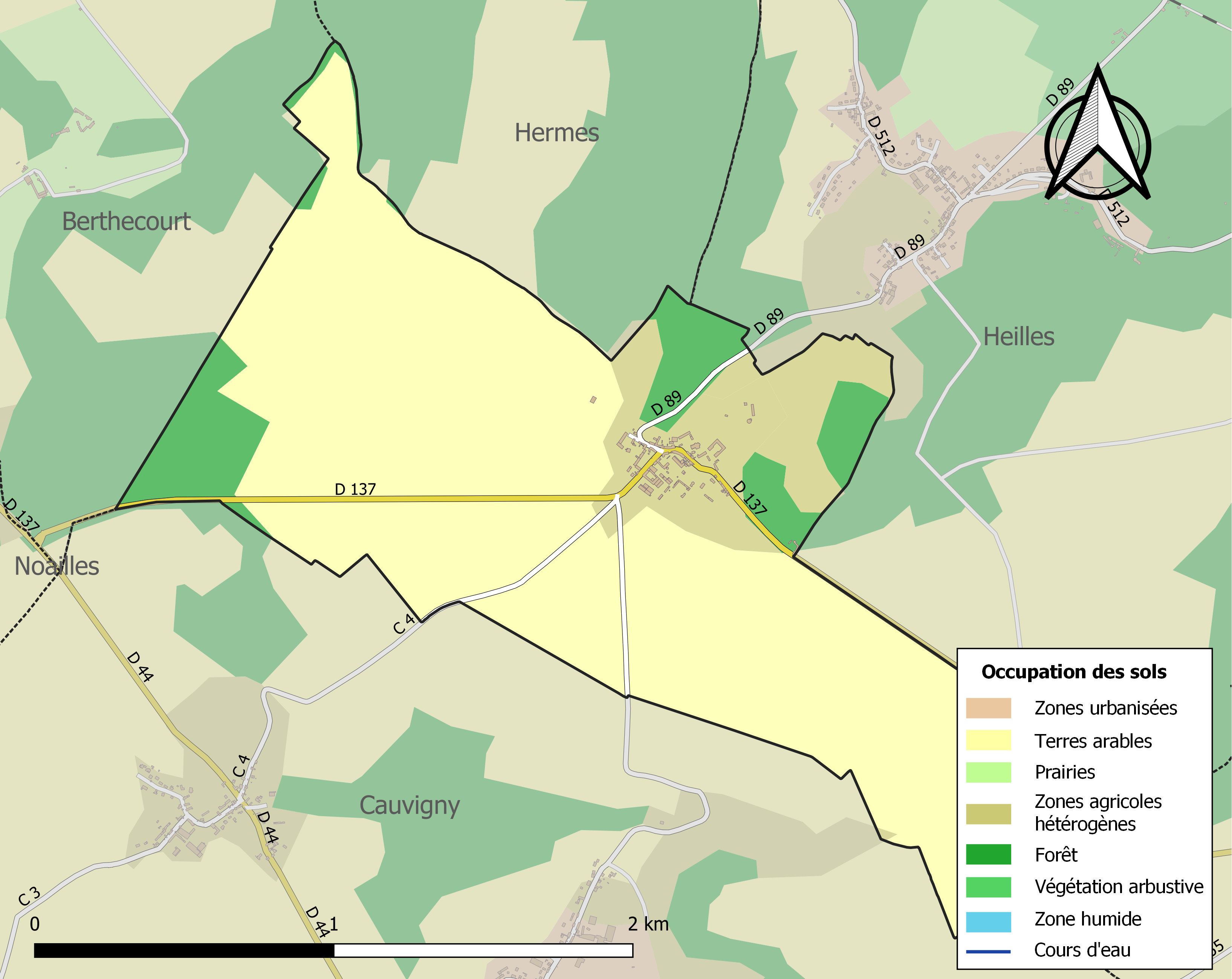
Carte des infrastructures et de l'occupation des sols de la commune en 2018 (CLC).

### Voies de communication et transports
La commune est desservie, en 2023, par les lignes 6101 et 6142 du réseau interurbain de l'Oise.

## Toponymie
Le lieu fut désigné Monchiacum Castrum.

Durant la Révolution, la commune porte le nom de Mouchy-la-Réunion.
Le Châtel est un déterminant dérivant du latin castella (pluriel de castellum) désignant un château.

## Histoire
Des ossements humains qui ne purent être datés furent découverts en 1822, dénotant l'ancienneté de l'occupation du lieu par les hommes.
Mouchy-le-Châtel fut le siège d'une des plus importantes baronnies de Picardie. Sa forteresse fut assiégée en 1101 par Louis VI le Gros.
La seigneurie de Mouchy appartenait à une famille féodale locale qui en portait le nom, quand elle passa par mariage avant 1200 dans la Maison de Trie, successivement dans plusieurs branches de cette grande famille picarde : la branche aînée des De Trie, comtes de Dammartin ; puis la branche du Plessis-Billebaut, illustrée par le maréchal Renaud ; suivie par celle de Sérifontaine et leurs héritiers de Maricourt (jusqu'à la fin du XVIe siècle), de Préteval/de Presteval et Aubéry de Vatan (au XVIIe siècle). Il y eut juste une courte interruption en 1430-1431 quand Charles VII la confisqua pour la donner au maréchal Jean de Brosse (1375-1433).
Claude Aubéry de Vatan (v. 1630-1686) céda à Antoine Boyer (1586-1642), sire de Ste-Geneviève et de Villemoisson, richissime traitant, conseiller-secrétaire du roi ; il épouse en deuxièmes noces en 1627 Françoise de Wignacourt (Vignacourt, Wignacourt ?) de Litz, et deux de leurs enfants héritent : autre Antoine Boyer, baron de Mouchy, mort au St-Gothard, puis sa sœur Louise Boyer (1632-1697), dame d'atours de la reine Marie-Thérèse, qui fit passer la baronnie de Mouchy dans la Maison de Noaille en épousant le duc Anne en 1645.
Les Noailles, ducs de Mouchy, conservent la terre féodale puis le domaine de Mouchy bien au-delà de la Révolution : ainsi, Antoine de Noailles (1841-1909) est maire de Mouchy, comme son père Charles Philippe Henri de Noailles (1808-1854).
Le village fut le lieu de batailles durant les guerres de Religion.

## Politique et administration

L'ancienne communauté de communes du pays de Thelle dans le département de l'Oise.

### Rattachements administratifs et électoraux
La commune se trouve dans l'arrondissement de Beauvais du département de l'Oise. Pour l'élection des députés, elle fait partie de la deuxième circonscription de l'Oise.
Elle faisait partie depuis 1801 du canton de Noailles. Dans le cadre du redécoupage cantonal de 2014 en France, la commune fait désormais partie du canton de Chaumont-en-Vexin.

### Intercommunalité
La commune faisait partie de la Communauté de communes du pays de Thelle, créée en 1996.
Dans le cadre des dispositions de la loi portant nouvelle organisation territoriale de la République (Loi NOTRe) du 7 août 2015, qui prévoit que les établissements publics de coopération intercommunale (EPCI) à fiscalité propre doivent avoir un minimum de 15 000 habitants, le préfet de l'Oise a publié en octobre 2015 un projet de nouveau schéma départemental de coopération intercommunale, qui prévoit la fusion de plusieurs intercommunalités, et en particulier  de la communauté de communes du Pays de Thelle et de la communauté de communes la Ruraloise, formant ainsi une intercommunalité de 42 communes et de 59 626 habitants,.
La nouvelle intercommunalité, dont est membre la commune et dénommée provisoirement communauté de communes du Pays de Thelle et Ruraloise, est créée par un arrêté préfectoral du 30 novembre 2016 qui a pris effet le 1er janvier 2017.

### Liste des maires
| Période                                  | Période                         | Identité                                      | Étiquette | Qualité |
| ---------------------------------------- | ------------------------------- | --------------------------------------------- | --------- | --- |
| Les données manquantes sont à compléter. |                                 |                                               |           | |
| avant 1847                               | ?                               | Charles Philippe Henri de Noailles            |           | 5e duc de Mouchy Industriel, ancien officier de cavalerie Député de l'Oise (1849-1851 et 1852) Sénateur (1852-1854) Conseiller général des cantons de Mouy et Noailles (1837-1854) |
| 1866                                     | 1909                            | Antoine de Noailles Fils du précédent         |           | 6e duc de Mouchy Député de l'Oise (1869-1870, 1874-1877 et 1885-1889) Conseiller général du canton de Noailles (1871-1893)                                                         |
| Les données manquantes sont à compléter. |                                 |                                               |           | |
| ?                                        | 1983                            | Philippe de Noailles                          |           | 8e duc de Mouchy |
| 1983                                     | 2014                            | Antoine de Noailles Fils du précédent         |           | 9e duc de Mouchy Avocat |
| 2014                                     | En cours (au 26 septembre 2021) | Charles-Antoine de Noailles Fils du précédent |           | 14e duc de Poix Cadre du secteur privé |

## Population et société

### Démographie

#### Évolution démographique
L'évolution du nombre d'habitants est connue à travers les recensements de la population effectués dans la commune depuis 1793. Pour les communes de moins de 10 000 habitants, une enquête de recensement portant sur toute la population est réalisée tous les cinq ans, les populations de référence des années intermédiaires étant quant à elles estimées par interpolation ou extrapolation. Pour la commune, le premier recensement exhaustif entrant dans le cadre du nouveau dispositif a été réalisé en 2007.

En 2022, la commune comptait 75 habitants, en évolution de −7,41 % par rapport à 2016 (Oise : +0,87 %, France hors Mayotte : +2,11 %).
| 1793 | 1800 | 1806 | 1821 | 1831 | 1836 | 1841 | 1846 | 1851 |
| ---- | ---- | ---- | ---- | ---- | ---- | ---- | ---- | ---- |
| 183  | 207  | 192  | 167  | 147  | 146  | 162  | 161  | 178  |

| 1856 | 1861 | 1866 | 1872 | 1876 | 1881 | 1886 | 1891 | 1896 |
| ---- | ---- | ---- | ---- | ---- | ---- | ---- | ---- | ---- |
| 178  | 128  | 127  | 119  | 148  | 165  | 157  | 155  | 164  |

| 1901 | 1906 | 1911 | 1921 | 1926 | 1931 | 1936 | 1946 | 1954 |
| ---- | ---- | ---- | ---- | ---- | ---- | ---- | ---- | ---- |
| 164  | 169  | 131  | 131  | 132  | 120  | 90   | 114  | 106  |

| 1962 | 1968 | 1975 | 1982 | 1990 | 1999 | 2006 | 2007 | 2012 |
| ---- | ---- | ---- | ---- | ---- | ---- | ---- | ---- | ---- |
| 115  | 119  | 120  | 87   | 80   | 67   | 71   | 72   | 79   |

| 2017 | 2022 | - | - | - | - | - | - | - |
| ---- | ---- | - | - | - | - | - | - | - |
| 82   | 75   | - | - | - | - | - | - | - |

#### Pyramide des âges
La population de la commune est relativement jeune.
En 2018, le taux de personnes d'un âge inférieur à 30 ans s'élève à 44,0 %, soit au-dessus de la moyenne départementale (37,3 %). À l'inverse, le taux de personnes d'âge supérieur à 60 ans est de 13,4 % la même année, alors qu'il est de 22,8 % au niveau départemental.
En 2018, la commune comptait 40 hommes pour 42 femmes, soit un taux de 51,22 % de femmes, légèrement supérieur au taux départemental (51,11 %).
Les pyramides des âges de la commune et du département s'établissent comme suit.
| Hommes | Classe d’âge | Femmes |
| ------ | ------------ | ------ |
| 0,0    | 90 ou +      | 0,0    |
| 2,5    | 75-89 ans    | 2,4    |
| 10,0   | 60-74 ans    | 11,9   |
| 22,5   | 45-59 ans    | 14,3   |
| 25,0   | 30-44 ans    | 23,8   |
| 20,0   | 15-29 ans    | 23,8   |
| 20,0   | 0-14 ans     | 23,8   |

| Hommes | Classe d’âge | Femmes |
| ------ | ------------ | ------ |
| 0,5    | 90 ou +      | 1,4    |
| 5,5    | 75-89 ans    | 7,6    |
| 15,6   | 60-74 ans    | 16,3   |
| 20,8   | 45-59 ans    | 20     |
| 19,4   | 30-44 ans    | 19,4   |
| 17,6   | 15-29 ans    | 16,2   |
| 20,6   | 0-14 ans     | 19,1   |

### Enseignement
La commune compte en 2016 une école à classe unique, qui scolarise une vingtaine d'enfants.

## Économie
Le village était habité en 1934 par des tabletiers et comptait alors deux cafés.
En 2016, il est le siège de deux exploitations agricoles.

## Lieux et monuments
- Église Saint-Étienne. XIe – XVe siècle, reconstruite de 1857 à 1865 dans son style initial et inaugurée par Napoléon III en 1865[1]..
- Parc de l'ancien château XIIe – XIXe siècle.
Ancien château endommagé pendant la Seconde Guerre mondiale et démoli en 1961[1], dont il reste la terrasse, une tour circulaire, autrefois aménagée en bibliothèque[28], les dépendances, le caveau familial, la statuaire, le porche et la grille d'entrée. Des éléments de l'ancien mobilier (tableaux, meubles, boiseries, statues[29]) ont été vendus à l'Hôtel Drouot le 23 octobre 2020[30]. L'ensemble avait été fortement restauré au XIXe siècle par l'architecte Hippolyte Destailleur avec la collaboration de l'ornemaniste Michel Liénard, dans le style renaissance. La restauration du château de Mouchy inspira l'architecture du château subsistant de Waddesdon Manor, en Grande Bretagne, conçue et réalisée par les mêmes artistes[31]. Les éléments subsistant du domaine de Mouchy sont Inscrits au titre des Monuments historiques depuis le 3 juillet 2009[32]. Le parc comporte un ha-ha à l'une de ses extrémités.

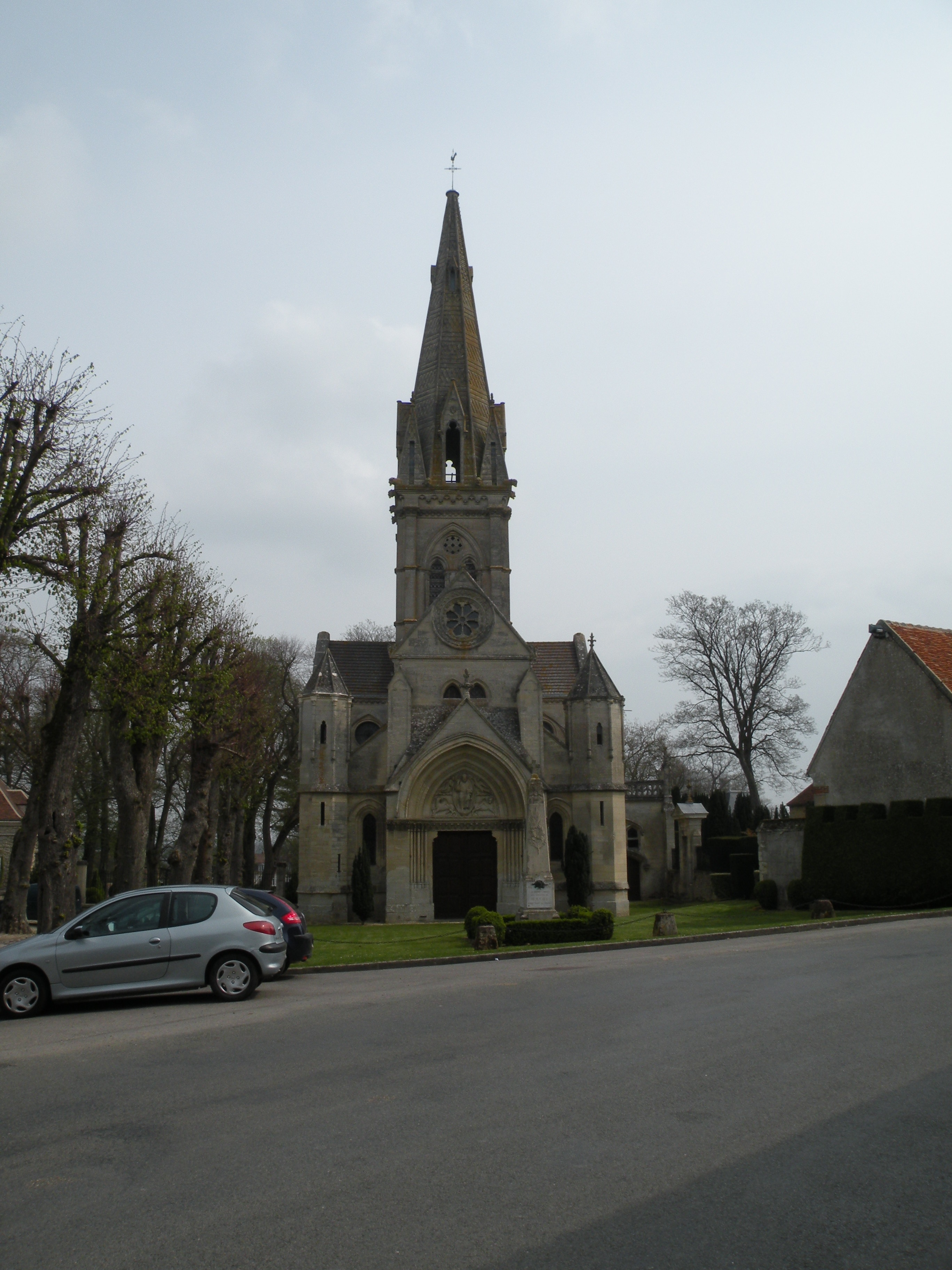
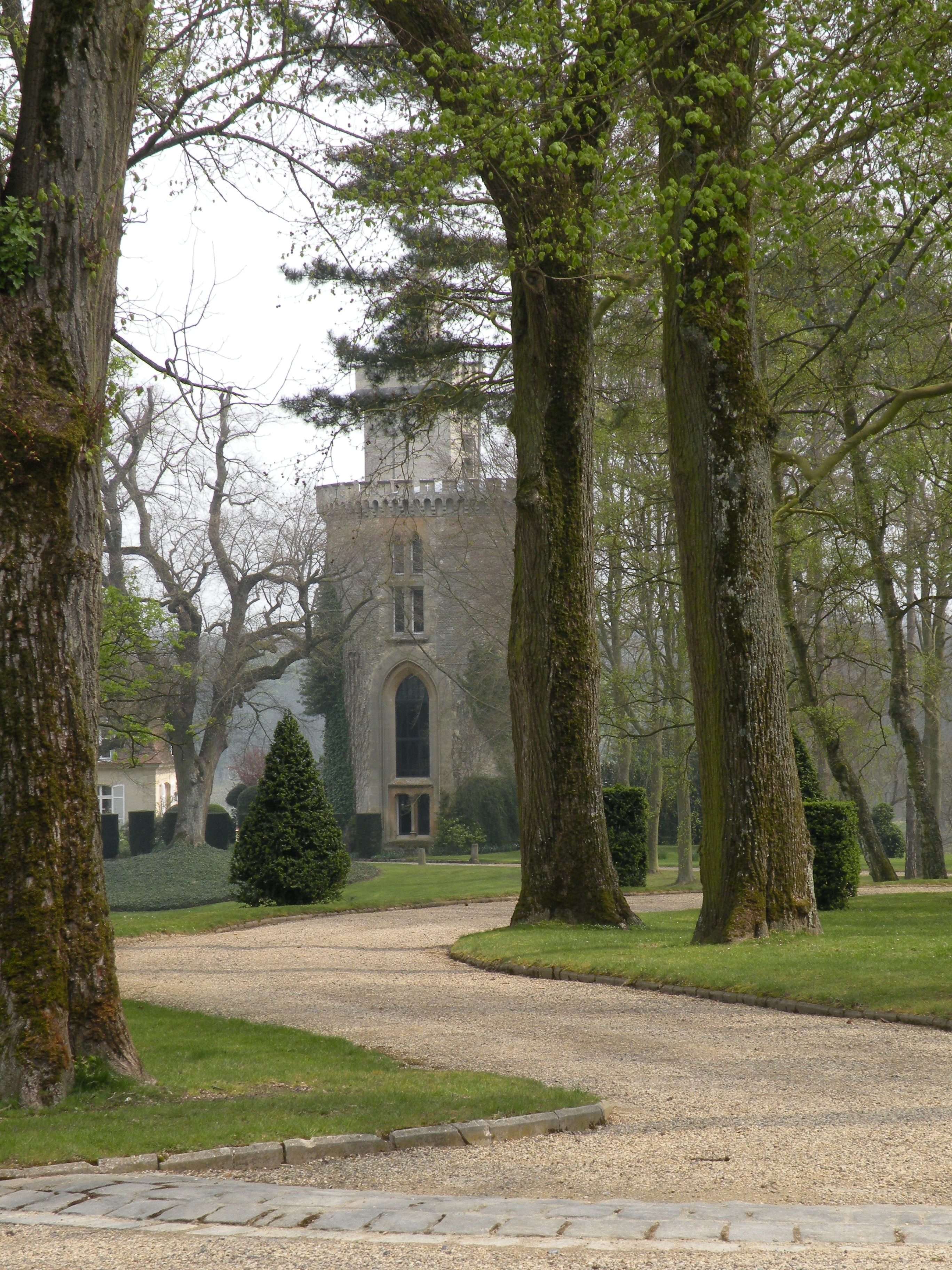

## Personnalités liées à la commune
- Philippe de Noailles (1715-1794), 1er duc de Mouchy, prince de Poix, gouverneur de Versailles, Maréchal de France
- Philippe-Louis de Noailles (1752-1819), fils du précédent, 2ème duc de Mouchy, prince de Poix, député aux Etats généraux en 1789
- Les ducs de Mouchy, maires de la commune.